# Kapyorkmunkskata
Kapyorkmunkskata (Philemon yorki) är en fågel i familjen honungsfåglar inom ordningen tättingar.

## Utbredning och systematik
Fågeln förekommer i nordöstra Queensland (öar söder om Torres sund till bergskedjan Connors). Den betraktas ofta som en underart till hjälmmunkskata (P. buceroides).

## Status
IUCN erkänner den inte som egen art, varför dess hotstatus inte bedömts.